# كوم بدار
قرية كوم بدار هي إحدى القرى التابعة لمركز المنشأة بمحافظة سوهاج في جمهورية مصر العربية. حسب إحصاءات سنة 2006، بلغ إجمالي السكان في كوم بدار 13347 نسمة، منهم 7086 رجل و6261 امرأة.